# Peugeot 307
O Peugeot 307 é um modelo familiar médio fabricado pela Peugeot entre 2001 e 2008 na Europa. Era o substituto do Peugeot 306, sendo oferecido nas versões hatch, perua, coupé e sedan (este último oferecido apenas na China e na América do Sul).

## Historia
O Peugeot 307 foi lançado na França em 26 de abril de 2001. Baseado no conceito Peugeot 307 Cameleo (2001), o 307 foi lançado com um visual misto de hatchback com minivan, era equipado com motores de 1.4L ou 2.0L.
Além da versão Hatchback, veio outras variações de carrocerias, e em junho de 2005 veio um facelift, em 2008 ele sai de linha e substituído pelo Peugeot 308.

### No Brasil
Chegou ao Brasil no ano de 2002 importado da França, inicialmente com motor 1.6 16v de 110cv, nas versões Soleil, Passion e Rallye, no final do mesmo ano começou a importação das versões Passion e Rallye com motorização 2.0 16v de 143cv ainda produzidos na França. Em 2004 com a produção na Argentina, sua importação passou a vir do país vizinho, perdendo alguns poucos itens como regulagem de altura do banco do passageiro e apoio de braço no banco traseiro, e as versões foram renomeadas Soleil tornou-se Presence, criam a versão Presence Pack, Passion tornou-se Feline e a Rallye foi extinta. Em 2006 como linha 2007 o 307 recebe o facelift que já estava em produção na Europa desde 2005 e o motor 1.6 16v torna-se Flex e passa a render 113cv. Em 2008 como linha 2009 o motor 2.0 16v também vira flex e rende 151cv. No Brasil teve outras variações de carrocerias tais como o 307 SW e 307 CC (esses sempre importados da França) e o 307 Sedã produzido na Argentina a partir de 2006 como linha 2007.

## Carrocerias
O 307 teve outras variações de carrocerias tais como
- 307 sedan
- 307 SW
- 307 CC

## Stock Car
No Salão do Automóvel de São Paulo de 2006 a Peugeot apresenta a sua versão do 307 Stock Car, para expadir a imagem da marca com o publico, modelo esse equipado com motor V8 de 450cv. estreou em 2007.
Em 2008 foi campeão com o piloto Ricardo Maurício.

## Modelo Griffe
O modelo Griffe, é o mais completo da linha, que conta ainda com os modelos Presence e Feline. Os acessórios disponíveis (todos inclusos na versão Griffe), vão desde sensor de estacionamento a sensor de chuva e conexão Bluetooth com o sistema de som do carro, passando ainda por câmbio automático tipo Tiptronic e piloto automático.

## Premios
Em 2002, o Peugeot 307 foi eleito o melhor carro do ano na Europa, com 3.264.000 veículos fabricados.

## Galeria

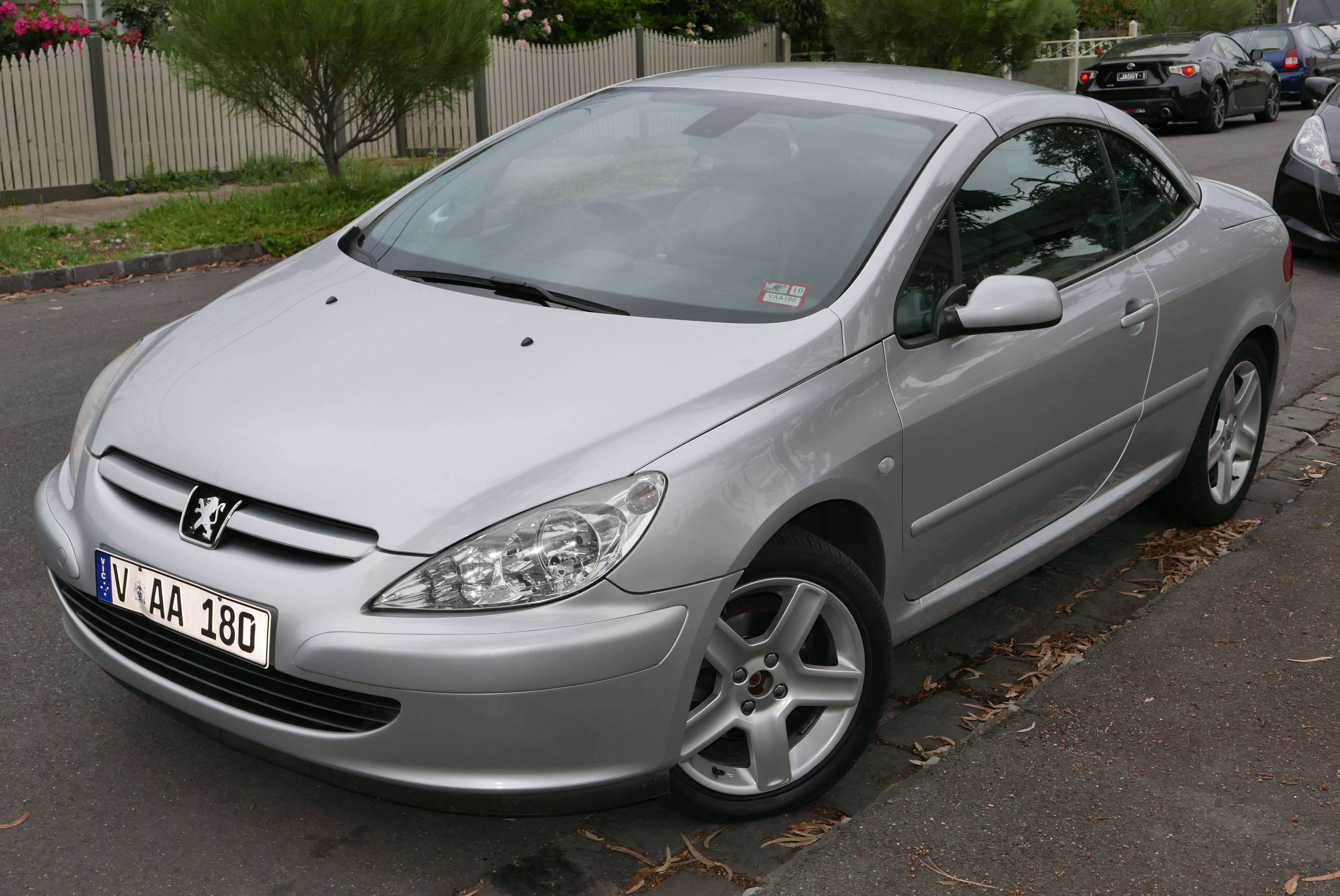
307 CC
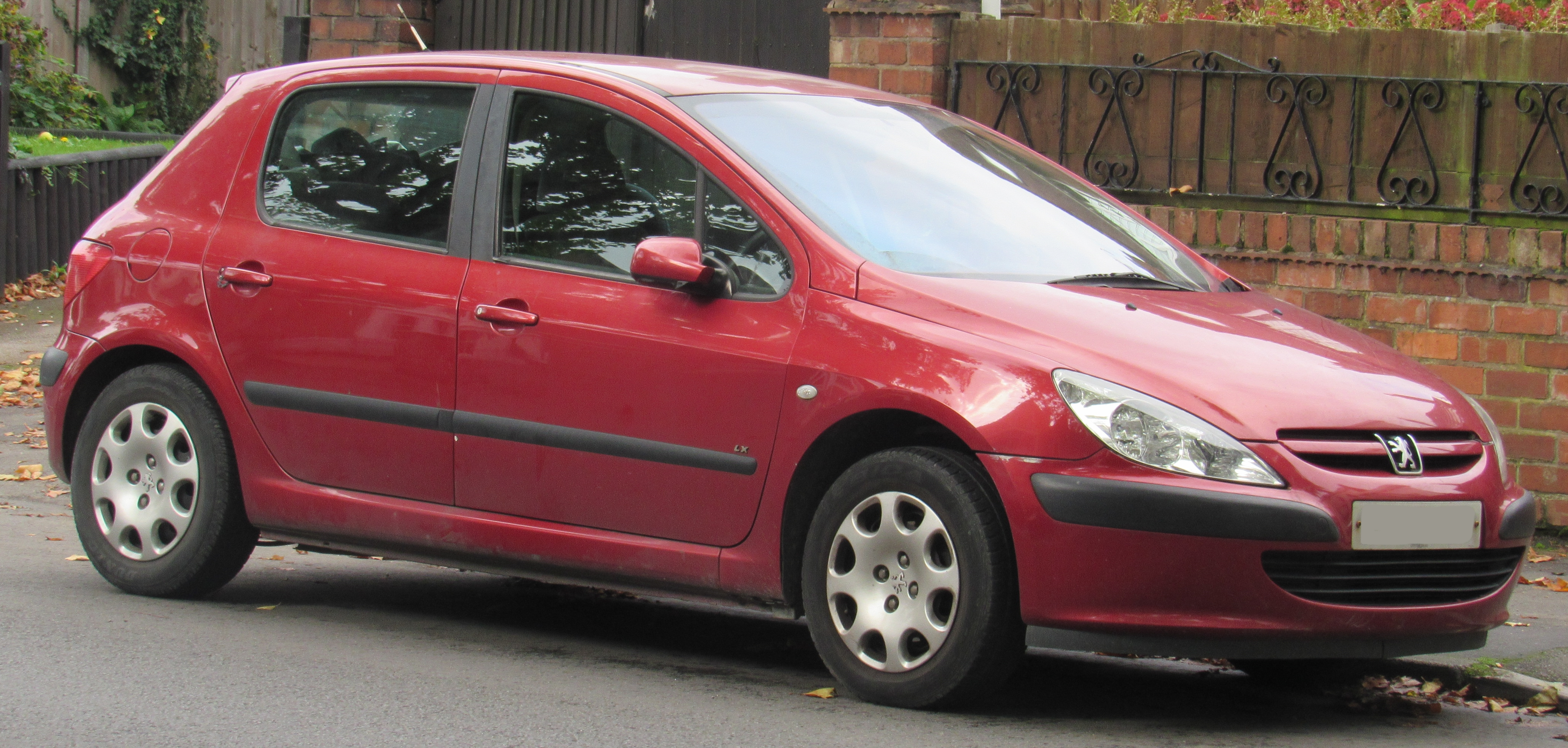
307
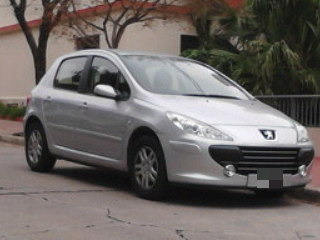
307 depois do facelift
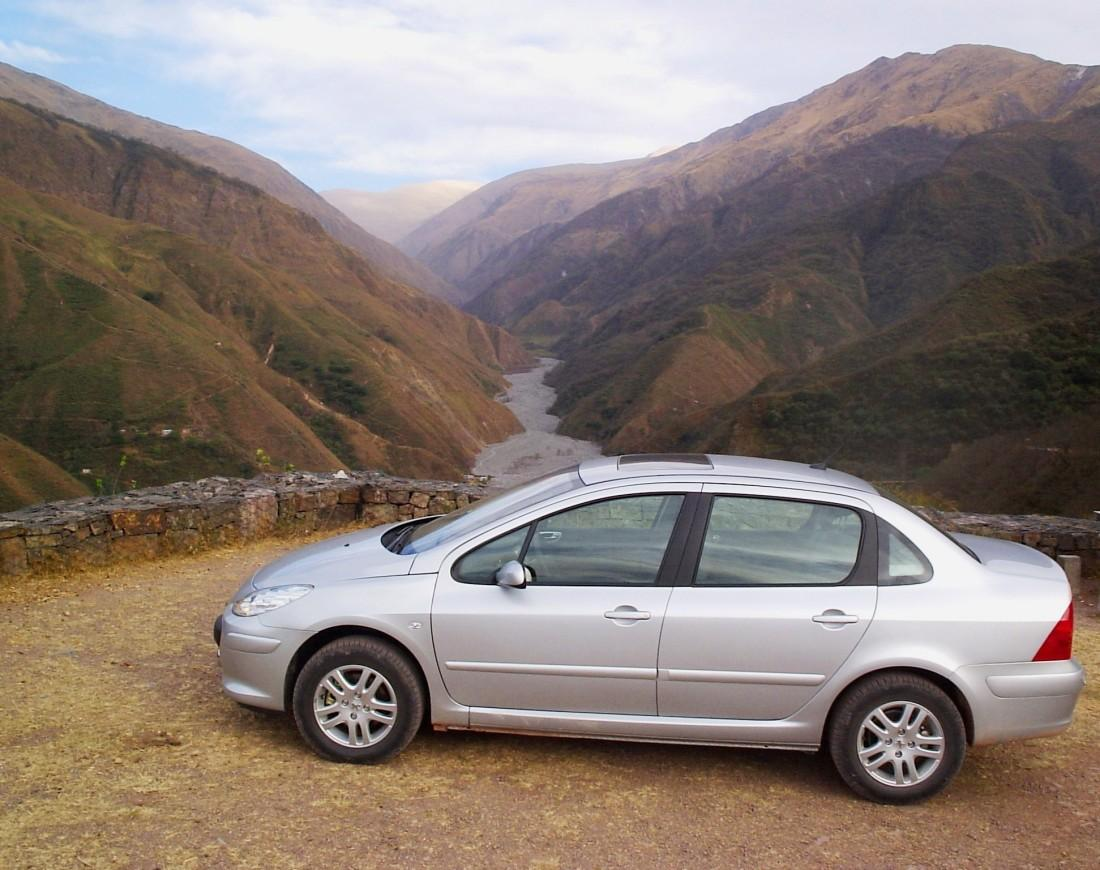
307 sedan
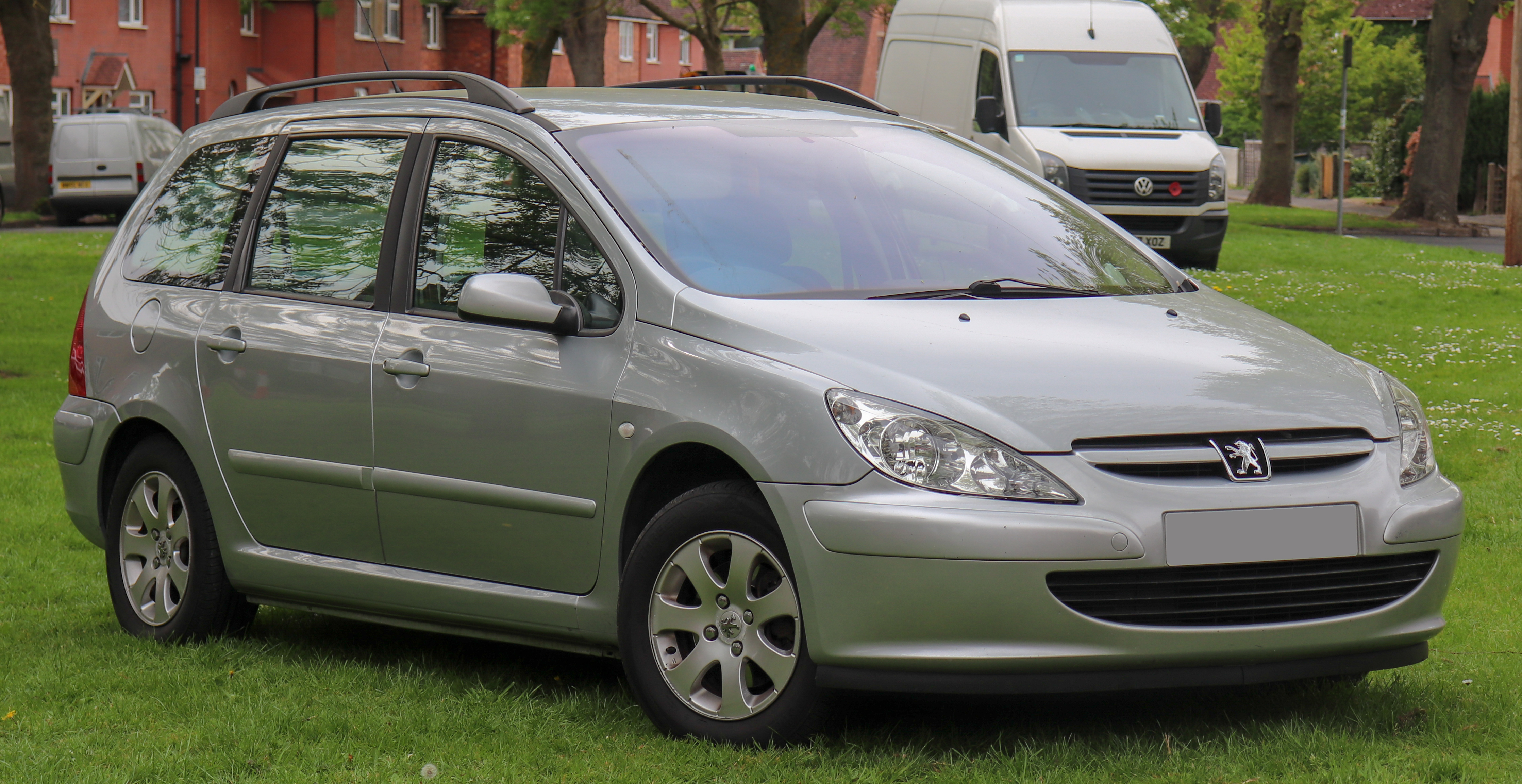
307 SW
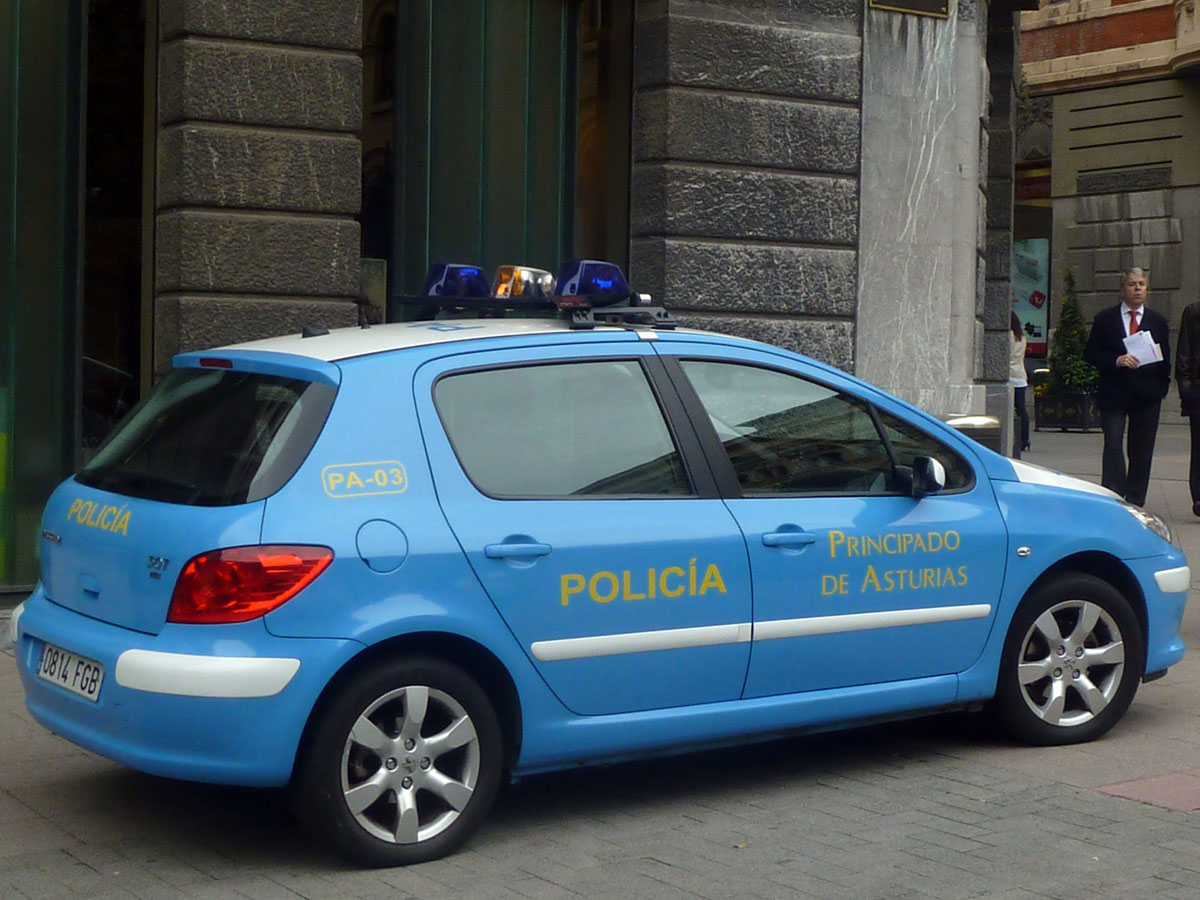
307 como viatura policial